# Korokke

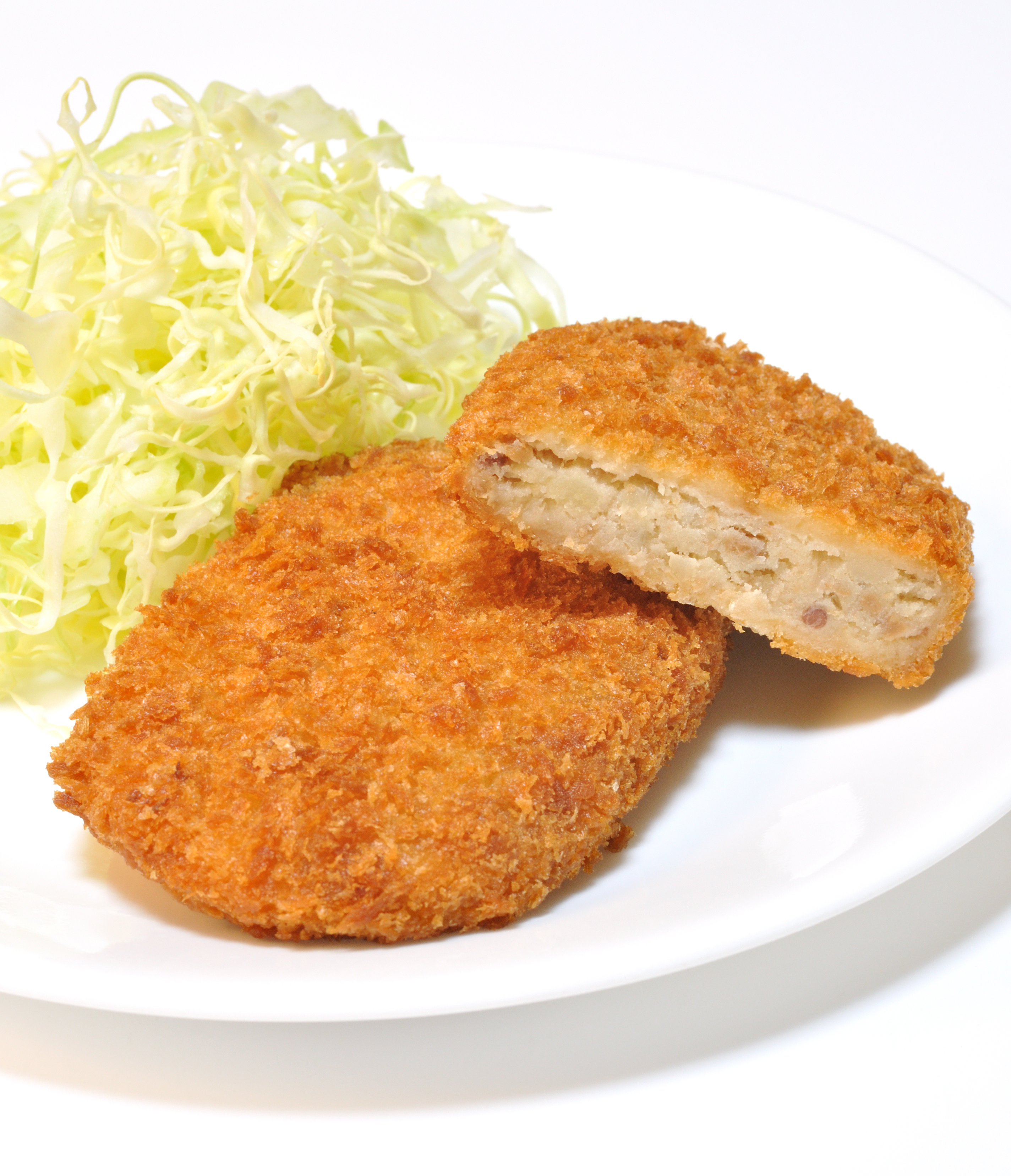
Korokke.

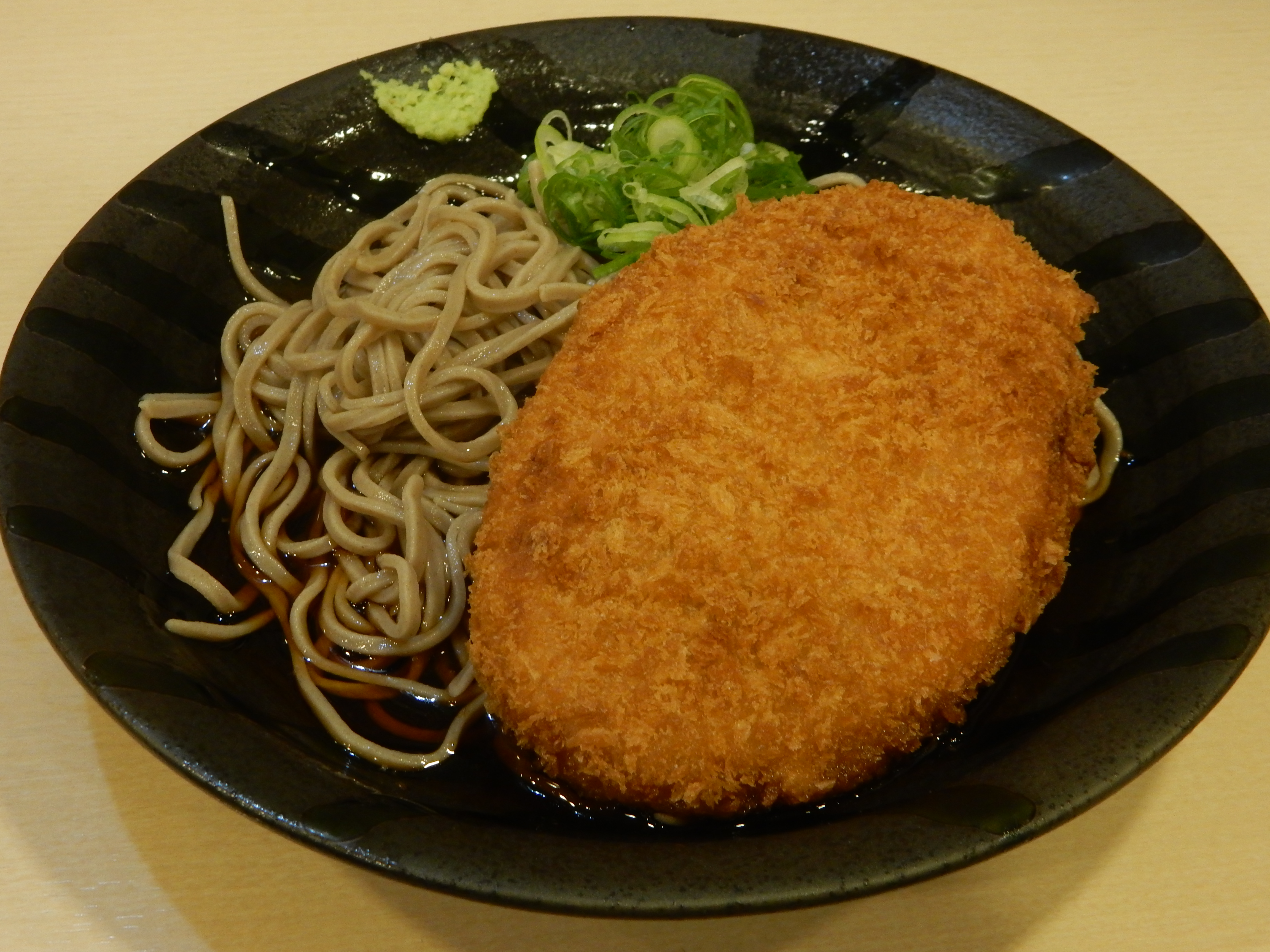
Korokke ăn kèm với mỳ Soba.

Korokke ( tiếng Nhật: コロッケ ; [koꜜɾokke] ) là tên tiếng Nhật của một món yōshoku được chiên ngập dầu có nguồn gốc từ một món ăn của Pháp là bánh croquette. Korokke được chế biến bằng cách trộn thịt, hải sản hoặc rau đã nấu chín xắt nhỏ với khoai tây nghiền hoặc nước sốt trắng thành hình dạng như một miếng chả dẹt, sau đó lăn qua bột mì, trứng và vụn bánh mì Nhật Bản rồi chiên ngập dầu cho đến khi vỏ bánh chuyển sang màu nâu.

## Lịch sử
Vào năm 1887, món bánh croquette của Pháp đã được du nhập vào Nhật Bản. Người ta cho rằng món korokke sử dụng khoai tây nghiền đã được phát minh khi công nghệ chế biến các sản phẩm từ sữa chưa được phổ biến ở Nhật Bản vào thời điểm đó.  Lần đầu tiên món " kuroketto " được đề cập đến là khi nó xuất hiện trong sách dạy nấu ăn từ thời Minh Trị.
Ngày nay, Korokke có thể được tìm thấy ở các siêu thị và cửa hàng tiện lợi ở Nhật Bản và được hầu hết mọi người thưởng thức vì hương vị cũng như giá thành rẻ.
Korokke đã trở thành món ăn gắn liền với các cơn bão vào những năm 2000, sau khi một người dùng trên mạng xã hội 2channel cho biết họ đang ăn thức ăn này để chuẩn bị cho một cơn bão đang đến gần, kể từ đó món ăn này trở thành một trào lưu phổ biến vẫn còn tồn tại trên mạng xã hội Nhật Bản.

## Phân loại
Tùy thuộc vào thành phần chế biến mà korokke được chia thành nhiều loại khác nhau:
- Korokke khoai tây - korokke làm bằng khoai tây.
- Korokke thịt - korokke làm từ thịt xay và khoai tây.[2] Nếu chỉ có thịt, nó sẽ được gọi là là menchi-katsu
- Korokke cá ngừ - korokke làm bằng cá ngừ.
- Yasai (rau) korokke - korokke với nhân là rau trộn.
- Korokke cà ri - korokke với hương vị cà ri [4].
- Kabocha (nghĩa là "bí ngô") korokke - korokke làm bằng bí ngô [5].
- Okara korokke - korokke làm bằng Okara.
- Korokke kem - korokke làm với nước sốt béchamel.
- Guratan korokke - korokke với sốt trắng và mì ống.

Korokke đôi khi được bọc trong giấy và bán cho các thực khách. Chúng cũng có thể được dùng ăn kèm với các món ăn khác. Khi được kẹp với bánh mì, chúng được gọi là korokke pan ("pan" có nghĩa là "bánh mì" trong tiếng Nhật), hoặc korokke sando. Gurakoro là một sản phẩm được giới thiệu bởi McDonald's Nhật Bản, nguyên mẫu của nó là món guratan korokke.